# Municipio de Green (Kansas)
El municipio de Green (en inglés: Green Township) es un municipio ubicado en el condado de Pottawatomie en el estado estadounidense de Kansas. En el año 2010 tenía una población de 184 habitantes y una densidad poblacional de 1,33 personas por km².

## Geografía
El municipio de Green se encuentra ubicado en las coordenadas 39°21′50″N 96°35′35″O / 39.36389, -96.59306. Según la Oficina del Censo de los Estados Unidos, el municipio tiene una superficie total de 138.82 km², de la cual 124,8 km² corresponden a tierra firme y (10,1 %) 14,02 km² es agua.

## Demografía
Según el censo de 2010, había 184 personas residiendo en el municipio de Green. La densidad de población era de 1,33 hab./km². De los 184 habitantes, el municipio de Green estaba compuesto por el 98,37 % blancos, el 0,54 % eran de otras razas y el 1,09 % eran de una mezcla de razas. Del total de la población el 1,63 % eran hispanos o latinos de cualquier raza.